# Pazza Inter
Pazza Inter è un singolo musicale del 2003, inno non ufficiale dell'omonima società calcistica.

## Storia
Il brano deve la propria denominazione all'aggettivo «pazza», comunemente accostato alla formazione nerazzurra per i suoi risultati. Nei primi secondi è presente un frammento di cronaca di Roberto Scarpini (giornalista di Inter TV), il quale commenta un gol segnato dal capitano Javier Zanetti il 6 novembre 2002 contro l'Empoli.
La canzone fu incisa dagli stessi calciatori nerazzurri nell'agosto 2003, risuonando poi allo stadio Meazza prima degli incontri casalinghi. Una nuova versione venne registrata nell'aprile 2007, sempre dai giocatori, per celebrare la vittoria del campionato. Il titolo fu inoltre ripreso da Leo Turrini nell'omonimo libro, anch'esso pubblicato nel 2007.
A partire dal settembre 2019, per decisione della stessa società, il brano non viene più eseguito.

### Controversie
- Nel gennaio 2007 un servizio de Le Iene accusò Massimo Moratti, all'epoca presidente della società, di aver compiuto un plagio riprendendo la base musicale del brano da Baila di Zucchero.[10]
- Dal novembre 2012 al settembre 2014 la canzone non venne riprodotta a San Siro per via di una diatriba sorta tra Moratti e Rosita Celentano, la quale rivendicò i diritti d'autore circa il brano[11]; questo fu dunque rimpiazzato da C'è solo l'Inter (prodotto da Elio e le Storie Tese nel 2002 e considerato, peraltro, l'inno ufficiale) e Nerazzurri siamo noi.[12] Il contenzioso si risolse a seguito di un accordo tra il club e la Celentano, col brano che tornò a risuonare nello stadio dall'inizio della stagione 2014-15.[13]